# Ананян, Ваган
Ваган Вазгенович Ананян (22 июня 1959, Ереван — 18 декабря 2006, Одесса) — армянский по происхождению художник, оставивший наиболее яркий и значительный творческий след в Таллине (1985—1993) и в Одессе (1994—2006), не примкнул ни к одной из существовавших в то время групп, создал, однако свой, ни на кого не похожий, художественный стиль.
Вагана Ананяна связывала многолетняя дружба с выдающимся украинским художником Матвеем Вайсбергом и прекрасным скрипачом Александром Кноппом.
Наследие художника, по приблизительным данным, насчитывает около 500 живописных полотен, написанных в «таллинский» период, примерно столько же в «одесский» период, несколько десятков графических работ и десятки работ, написанных в Ереване.

## Биография
Родился в Ереване. С детства увлекался живописью. С 1972 по 1976 годы занимался в мастерской известного армянского скульптора Сергея Степаняна. В 1977 году состоялась первая персональная выставка, затем еще две выставки — в 1978 и в 1979 г.г. В период с 1980 по 1987 участвовал в салонных выставках в Москве, Санкт-Петербурге, Одессе. В 1985 году переехал в Таллин. С 1985 по 1993 годы участвовал в многочисленных совместных, персональных выставках, устраивал сам «хэппенинги». В 1994 году переехал в Одессу. Здесь состоялось 7 персональных выставок. В 2005 году был приглашен и участвовал в Бьеннале Современного искусства во Флоренции.
Умер 18 декабря 2006 года в Одессе после продолжительной болезни. Прах покоится в трех городах — в Ереване, Таллине и в Одессе. В 2007 году состоялась посмертная выставка «ПРО-СВЕТ», представившая наиболее полно два периода творчества — в Таллине и в Одессе.

## Творчество
В своем творчестве Ананян постоянно обращался к религиозным сюжетам. Для «таллинского» периода живописи Ананяна характерна экспрессивная выразительность формы, стремление к контрасту и конфликту, где четко разграничивались фигура и фон, исчерченные орнаментом татуировки.
Для «одесского» периода характерно появление пейзажей, которые привнесли воздух в полотна, создавая единую живописную среду. Развитие художника шло по двум направлениям — духовному и художественному. По выражению искусствоведа Ольги Савицкой « основной смысл последних — и лучших — произведений — это формотворчество света».

## Кино
Одна их частей фильма «Ветер забвения» Арутюна Хачатряна, основателя и директора Международного кинофестиваля «Золотой абрикос» в Армении, посвящена Вагану. Кинорежиссер Игорь Глазистов снял фильм «Два дня и две ночи из жизни художника», посвященный личности и художнику Ананяну.

## Поэзия
Вагану Ананяну посвятил свои стихи русский поэт Андрей Танцырев в сборнике «После Парижа жизнь» (Вагану, до востребования!).

## Музыка
Украинский композитор Александр Родин написал симфонию «Художник Ваган», переложив на ноты его имя. «Портрет человеческой души».
.

## Работы
Работы находятся во многих частных коллекциях Одессы, Киева, Таллина, Москвы, Еревана, Санкт-Петербурга, Швеции, Франции, Германии, США, Канады, Японии.

## Выставки
- 1977 — 1-я персональная выставка в Ереване
- 1978 — 2-я персональная выставка в Ереване
- 1979 — 3-я персональная выставка в Ереване
- 1980—1987 — участие в выставках в Москве, Санкт-Петербурге, Одессе
- 1987 — 1-я персональная выставка в Таллинне
- 1990 — участие в съемках фильма «Ветер забвения», режиссер А. Хачатрян
- 1991 — выставка в Доме писателей, Таллинн
- 1993 — выставка в Доме ученых, Таллинн
- 1995 — выставка во «Всемирном Клубе Одесситов», Одесса
- 1998 — выставка на корабле «Тарас Шевченко»
- 1999 — выставка в Доме ученых, Одесса
- 2002 — выставка в «Українська скарбниця», вошедшая в «Золотой альманах Одессы»[6]
- 2004 — выставка на Екатерининской 11, Одесса
- 2005 — участие в 5-й международной Бьеннале современного искусства во Флоренции, Италия[7]
- 2006 — выставка в «Клара-Бара», Одесса
- 2007 — выставка «ПРО-СВЕТ» в Музее Западного и восточного искусства, Одесса[8]
- 2009 — выставка «Твоя картина — это пир» в музее А.Блещунова, Одесса[9]
- 2012 — выставка в галерее «Вернатун», Одесса[10]
- 2016 — выставка «Встреча» в галерее «Дукат», г. Киев[11][12][13]
- 2016 — выставка «Вечный рыцарь», музей Западного и Восточного искусства, г. Одесса[14]
- 2018 — выставка в Ереване